# 澳门之战
澳門之戰發生在第一次鴉片戰爭期間的1840年8月19日，是英國與滿清两国军队在澳门邊界（今關閘）展開的一場戰鬥。

## 战斗

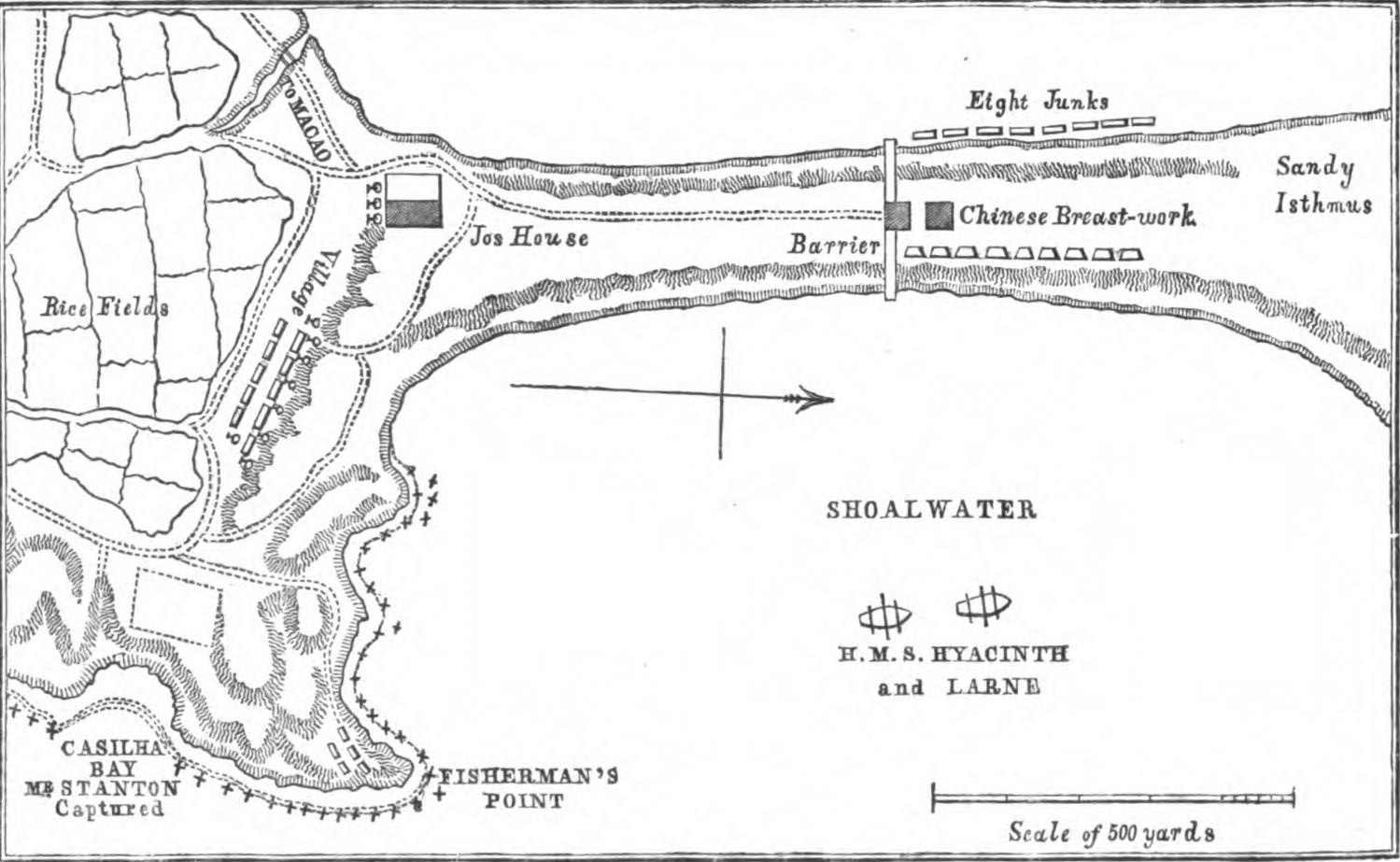
战斗地图

1840年8月19日中午，英国护卫舰搭載著來自HMS Druid的水手以及孟加拉土著兵團，在独桅纵帆船路易莎號和企業號明輪船的陪伴下一起袭击了澳門邊境。船只向距離自己约600碼（550）遠的炮台开火，炮台隨後立即起火。
在不到一个小时的时间内，炮台便鴉雀無聲，英军順利登陸。英軍由一个380名士兵的旅組成，其中包括110名皇家海军陆战队，90名HMS Druid水手，180名孟加拉土著兵團士兵。

## 註腳
1. ↑  费成康（1988年），第277页
2. 1 2 3 4  Bingham（1843年），第400–401页
3. 1 2  Bingham（1843年），第397页
4. ↑  . 社会科学文献出版社: 135. 2011年1月1日  [2022年7月25日]. （原始内容存档于2022年7月25日） –Google Books.
5. ↑  . 香港: 三聯書店: 307. 2018年11月1日  [2022年7月25日]. （原始内容存档于2022年7月25日） –Google Books.
6. 1 2  Hughes（1841年），第354页
7. ↑  Bingham（1843年），第395页
8. ↑  Garrett（2010年），第18–19页
9. ↑  Bingham（1843年），第398页
10. ↑  Urban（1841年），第92页
11. ↑  Ride 1963, p. 18